# 达尔文 (加利福尼亚州)
达尔文（Darwin），美国加利福尼亚州因约县的一个普查设定居民点，位于基勒东南35公里。该地海拔1,460米。达尔文总人口43（2010年）。达尔文得名于美国探险家达尔文·弗伦奇。